# 圖夫山
圖夫山（英語：Mount Tuve），是南極洲的山峰，位於埃爾斯沃思地，處於維爾特半島以南，海拔高度935米，由美國探險隊發現，現時由南極條約體系管理。